# GoldPlaza
GoldPlaza（ゴールドプラザ）は、株式会社ドリームファクトリーが運営する貴金属・金・プラチナ・ブランド品・腕時計・カメラ・切手の買取販売店。
関東・中部・関西に13店舗、楽天・ヤフオク！で店舗を運営している。
“株式会社ドリームファクトリー事業内容”.   株式会社ドリームファクトリー. 2017年7月22日閲覧。

## 概要
- 2000年大阪天神橋のレンタル店舗で中古電位治療器の展示会を開催。大盛況だったのを受け、大阪・京都・九州・富山・東京などでも行う。
- 2002年大阪・本町のショールームに出店。有限会社メディカルプラザを設立する。
- 2004年株式会社ドリームファクトリーを設立する。
- 2005年ブランド事業GoldPlaza（ゴールドプラザ）をスタートする。
- 2006年ゴールドプラザ・メディカルプラザ横浜店を開設する。
- 2007年ゴールドプラザ梅田店・銀座店を開設する。
- 2011年ゴールドプラザ名古屋栄店・新橋店・難波店を開設する。
- 2012年ゴールドプラザ町田店・吉祥寺店・大宮店を開設する。
- 2012年ゴールドプラザ千葉店を開設する。
- 2014年ゴールドプラザ上野店・楽天市場店を開設する。
- 2015年ゴールドプラザ千里中央店を開設する。
- 2016年ゴールドプラザあまがさきキューズモール店を開設する。

## 特徴
貴金属・ブランド品の販売・買取を主業務にしているが、ジュエリーのリフォーム、時計の修理、真贋の講習会などのサービスも行っている。
“ゴールドプラザサービス内容”.   株式会社ドリームファクトリー. 2017年7月22日閲覧。

## 店舗
- 銀座本店

東京都中央区銀座 5-8-17 銀座プラザ58ビル 4F
- 梅田本店

大阪市北区梅田1丁目 12-17 梅田スクエアビル16F
- 新橋店

東京都港区新橋2-16-1 ニュー新橋ビル3F
- 上野店

東京都台東区上野4-7-3 コムロビル　1F
- 町田店

東京都町田市森野1-37-1 POPビル1F
- 吉祥寺店

東京都武蔵野市 吉祥寺本町1-17-12
- 千葉店

千葉県千葉市中央区富士見2-3-1 塚本大千葉ビル3階
- 横浜店

神奈川県横浜市西区高島 2-14-13 エストビル6F
- 名古屋栄店

愛知県名古屋市中区栄 3-17-15 エフエックスビルB1
- 難波店

大阪市中央区難波千日前 12-33 小川ビル1F
- 千里中央店

大阪府豊中市新千里東町1-1-1 ピーコックストア千里中央店 1階
- あまがさきキューズモール店

兵庫県尼崎市潮江1-3-1 あまがさきキューズモール 1F